# سن کونو
سن کونو (به ایتالیایی: San Cono) یک کومونه در ایتالیا است که در استان کاتانیا واقع شده‌است. سن کونو ۶٫۵۶ کیلومتر مربع مساحت و ۲٬۷۶۴ نفر جمعیت دارد و ۵۲۵ متر بالاتر از سطح دریا واقع شده‌است.